# ヴェルナー・ローレンツ

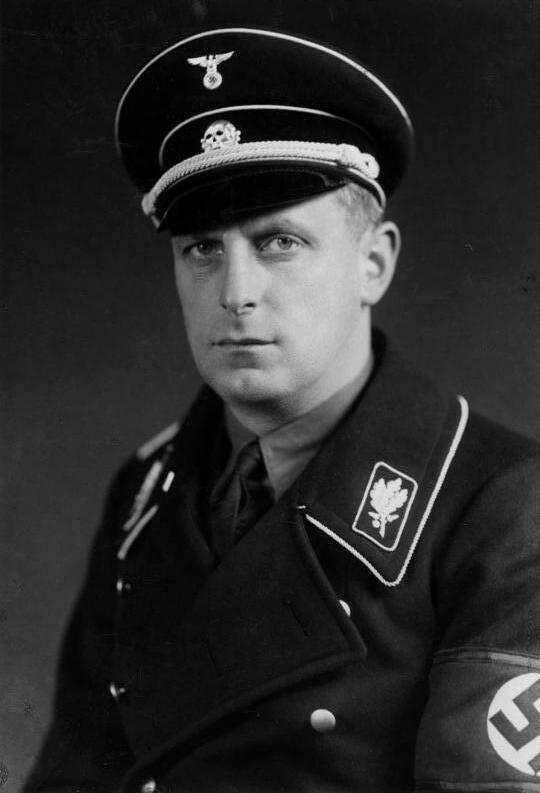
ヴェルナー・ローレンツ (1934年)

ヴェルナー・ローレンツ（Werner Lorenz、1891年10月2日 – 1974年3月13日）は、ナチス・ドイツの親衛隊（SS）の将軍。親衛隊の12ある本部の1つ「ドイツ民族対策本部」（VOMI）の本部長。最終階級は親衛隊大将（SS-Obergruppenführer）。国外のドイツ民族をライヒへ集める仕事に従事した。

## 生涯

### ナチ党入党まで
当時ドイツ帝国領邦プロイセン王国領だったポンメルン地方のシュトルプ近くのグリュンホフ（現ポーランド領ポストミノ(pl)）に農場主の息子として生まれた。
プロイセン士官学校に入学。1912年10月に野戦砲兵連隊に士官候補生として入隊。1913年に騎兵連隊に転属となり、1914年に少尉に任官した。第一次世界大戦が始まると様々な部隊の参謀将校を務めた。1917年に中尉に昇進するとともに航空隊(de)に移籍し、パイロットとして戦った。
戦後、ポーランドとの国境の警備を担当する義勇軍の騎兵部隊を指揮していたが、1920年3月に退役した。その後は地所の経営にあたりながら自由都市ダンツィヒで暮らした。ダンツィヒでは裕福な資産家として知られ、美食家としても知られていた。同地でシャルロッテ・ヴェントスキー(Charlotte Ventski)という女性と結婚した。

### ナチス親衛隊
ナチ党のダンツィヒ大管区指導者アルベルト・フォルスターの紹介で親衛隊全国指導者ハインリヒ・ヒムラーと知り合い、1930年12月1日にナチ党に入党し（党員番号397,994）、1931年1月31日に親衛隊（SS）に入隊した（隊員番号6,636）。1931年11月から1934年2月までダンツィヒに本部を置く第7親衛隊地区の初代司令官を務めた。
ナチ党政権掌握後の1933年12月15日から1934年2月まで親衛隊上級地区「北東」（本部ケーニヒスベルク）の司令官に就任。同じ1933年12月にナチ党の国会議員となる。ついで1934年2月から1937年3月まで親衛隊上級地区「北」（本部ハンブルク）の司令官を務める。1936年11月に親衛隊大将に昇進。

### Vomi長官
1937年1月からオットー・フォン・クルゼル（de:Otto von Kursell）が指揮する「ビューロー・クルゼル(Büro Kursell)」の指揮を引き継いだ。この組織は副総統ルドルフ・ヘスにより創設され、国外在住ドイツ人に関する政策を調整していた機関だった。ヘスがヒムラーにこの組織を事実上引き渡したことにより、ローレンツが長官に就任することとなった。やがてこの組織は「ビューロー・クルゼル」からドイツ民族対策本部（VOMI）に改名された。
ローレンツの指揮の下、Vomiは海外ドイツ人協会(VDA)や東方ドイツ連盟(BDO)などライバル組織を次々と傘下に収めて国外ドイツ民族に対する政策の主導権を握る組織に成長した。一時ローレンツが海外ドイツ人問題担当大臣として入閣するという話も持ち上がったが、外相ヨアヒム・フォン・リッベントロップによって阻止された。
戦前期のVomiは諸外国に第五列を作ることにも尽力し、オーストリア併合でも重要な役割を果たした。またズデーテン併合の際にもコンラート・ヘンラインの支援に活躍した。
ポーランド侵攻後の1939年9月末にはヒトラーがソビエト連邦やバルト諸国と協定を結んでこれらの国々に住むドイツ系住民をドイツに移住させる計画をたてた。ヒトラーはこれをヒムラーを飛ばしてローレンツに直接まかせようと考えていたが、これに警戒したヒムラーがヒトラーに「重要な問題は一人の大将の手にゆだねるべきではなく、親衛隊全体で取り組むべきである」と直訴して自分を「ドイツ民族性強化国家委員」に任じさせた。これによりヒムラーは「ライヒへの永久帰属にふさわしい国外在住ドイツ人またはドイツ系住民の祖国への復帰、ライヒ及びドイツ民族共同体に脅威をもたらす異民族の悪影響の排除、人口移動による新ドイツ植民地の形成」などの全権を任せられることとなった。この権限によりヒムラーはVomiを親衛隊に完全に吸収し、1941年6月には親衛隊の本部の一つとした。
Vomiはウルリヒ・グライフェルトの下に新たに創設された「ドイツ民族性強化国家委員本部」(RKFDV)とともに「ライヒへ帰郷せよ(de)」をスローガンに国外で暮らすドイツ民族の帰国を促した。またRKFDVの任務であるドイツ民族の植民・再定住についても技術面や組織面からサポートした。ソ連やバルト諸国からかなりの数のドイツ系住民を確保した。またVomiの保護下に置かれたポーランド人などをドイツ化し、ドイツ化された外国人たちは武装親衛隊への入隊を余儀なくされた。しかし彼の支配地の住民の扱いそのものは他のナチ党幹部と比べると非道な物ではなかったという。
ドイツ民族性強化国家委員本部の再定住局長にも就任。また親衛隊本部の国際関係部長も務めた。
1945年2月にVomi長官の座を降り、ヒムラーが司令官を務めるヴァイクセル軍集団に参加し、秩序維持や脱走兵の処分などの任務にあたった。

### 戦後
戦後、フレンスブルクでイギリス軍により逮捕された。1948年3月10日にニュルンベルク継続裁判の一つである親衛隊人種及び移住本部裁判にかけられ、20年の懲役刑に処せられた。1951年に15年に減刑された。さらに1955年には釈放された。1974年にデュッセルドルフで死去した。

## 階級
- 1931年3月31日、親衛隊中佐（SS-Sturmbannführer）
- 1931年7月7日、親衛隊大佐（SS-Standartenführer）
- 1931年11月9日、親衛隊上級大佐（SS-Oberführer）
- 1933年7月1日、親衛隊少将（SS-Brigadeführer）
- 1933年11月9日、親衛隊中将（SS-Gruppenführer）
- 1936年11月9日、親衛隊大将（SS-Obergruppenführer）
- 1942年8月15日、警察大将（General der Polizei）
- 1944年11月9日、武装親衛隊大将（General der Waffen-SS）

## 受章
- 一級鉄十字章（1914年版）（Eisernes Kreuz(1914) I. Klasse）
- 二級鉄十字章（1914年版）（Eisernes Kreuz(1914) II. Klasse）
- 名誉十字章前線戦士章（Ehrenkreuz für Frontkämpfer）
- 黄金ナチ党員バッジ（Goldenes Parteiabzeichen der NSDAP）
- SA-Sportabzeichen
- ナチ党勤続章銀章及び銅章（Dienstauszeichnung der NSDAP in Silber und Bronze）
- 親衛隊勤続章（SS-Dienstauszeichnung）
- 一級及び二級剣付き戦功十字章（1939年版）（Kriegsverdienstkreuz(1939) II. und I. Klasse mit Schwertern）
- 親衛隊全国指導者名誉長剣（Ehrendegen des RFSS）
- 親衛隊名誉リング（SS-Ehrenring）